# Ernst Frickhinger
Ernst Frickhinger (* 3. Oktober 1876 in Nördlingen; † 10. Oktober 1940 in München) war Pharmazierat und Vorgeschichtsforscher.

## Leben
Nach dem Abitur am humanistischen Gymnasium in Augsburg studierte Ernst Frickhinger an den Universitäten München und Erlangen Naturwissenschaften und Pharmazie. 1898 wurde er Mitglied des Corps Bavaria München. Seine Doktorarbeit fertigte er über ein botanisches Thema an. Nach dem Studium ließ er sich in Nördlingen als Apotheker nieder und wurde 2. Bürgermeister der Stadt. 
Durch die Grabungen von Robert Rudolf Schmidt in den Ofnethöhlen und Gerhard Bersu auf dem Goldberg fand Frickhinger zur Archäologie. 1911 war er Mitbegründer des Historischen Vereins Nördlingen. In der Folge führte er zahlreiche Grabungen im Nördlinger Ries und den angrenzenden Landschaften durch, z. B. 1911 im Hohlenstein bei Ederheim, 1912 in der römischen Villa von Groß-Serheim, 1913 in einer vorgeschichtlichen Siedlung bei Appetshofen und mehrfach auf vorgeschichtlichen Höhensiedlungen, so z. B. auf dem Rollenberg bei Hoppingen.
Frickhinger publizierte viele seiner Grabungen selbst – eine Aufarbeitung der Sammlungsbestände im Stadtmuseum Nördlingen wurde nach seinem Tod u. a. durch Wolfgang Dehn durchgeführt.
Er gehörte zu den Initiatoren der Wetterwarte in Nördlingen, der er als Leiter über viele Jahre vorstand.

## Publikationen (Auswahl)
- Glockenbechersiedlung und frühbronzezeitliche Hockergräber bei Nähermemmingen, BA. Nördlingen. In: Germania. Bd. 21, Nr. 1 1937, S. 6–9.